# Internationale Code voor de bouw en uitrusting van schepen die vloeibaar gemaakte gassen in bulk vervoeren
De Internationale Code voor de bouw en uitrusting van schepen die vloeibaar gemaakte gassen in bulk vervoeren (International Code of the Construction and Equipment of Ships Carrying Liquefied Gases in Bulk of International Gas Carrier Code, IGC-code) is de SOLAS- en MARPOL-standaard op het gebied van de bouw en uitrusting van schepen die vloeibaar gemaakte gassen in bulk vervoeren. Met resolutie MSC.5(48) werd op 17 juni 1983 bepaald dat de code van toepassing is voor gastankers die gebouwd zijn na 1 juli 1986. Voor schepen die daarvoor zijn gebouwd, maar na 31 oktober 1976 geldt de GC-code.
Aanvaringen of strandingen kunnen zware schade aan de ladingstank van een schip brengen en ertoe leiden dat de vloeistof ongecontroleerd gaat lekken. Vervolgens kan het gevaarlijke product verdampen en zich verspreiden of splijtbreuken aanbrengen in de scheepshuid. Door de vereisten die de IGC opstelt wil men de risico’s op dergelijke incidenten minimaliseren. 
Een vloeibaar gas is een gasachtige substantie bij omgevingstemperatuur en druk, maar vloeibaar gemaakt door onder druk te zetten of af te koelen of een combinatie van beide. De IMO definieert vloeibaar gemaakte gassen als gassen met een dampdruk hoger dan 2,8 bar aan een temperatuur van 37,8°C.
Ook maakt de IGC-code een onderscheid tussen zes verschillende groepen van vloeibaar gemaakte gassen, namelijk 
1. Lpg (liquefied petroleum gas)
2. Lng (liquefied natural gas)
3. LEG (liquefied ethylene gas)
4. NH3 (ammoniak)
5. Cl2 (chloor)
6. chemische gassen (ethyleen, propyleen, butadieen en vinylchloride).

De IGC-code bepaalt ook de ladingseigenschappen die de producten aan boord moeten hebben en de documenten die aan het schip worden verstrekt, namelijk het certificaat van geschiktheid voor het vervoer van vloeibare gassen in massa. Hierbij behoort een lijst waarop staat voor welke producten het schip geschikt is om deze te transporteren. Dit gaat dan vooral over maximale temperaturen die de ladingen kunnen hebben, reacties die kunnen voorkomen tussen verschillende producten en structurele beperkingen van het schip. Bijvoorbeeld als men vloeibaar gemaakte gassen wil vervoeren die onder druk zijn gebracht moet het schip een dubbele landingsinsluiting hebben tussen de scheepshuid en de tank. 
De doelstelling van de code is om het risico voor de bemanning op schepen en het milieu te verminderen.  Dit doen ze door verschillende bouwnormen en ontwerpen voor te schrijven aan gastankers aan de hand van de IGC-code.